# Iphinotus typicus
Iphinotus typicus is een vlokreeftensoort uit de familie van de Phliantidae. De wetenschappelijke naam van de soort is voor het eerst geldig gepubliceerd in 1882 door Thomson.